# عرق النسا
عرق النسا (باللاتينية: Sciatica) هو ألم يمتد من أسفل الظهر إلى أسفل الساق. وقد يمتد هذا الألم على طول الظهر أو الجزء الخارجي أو الأمامي من الساق. وغالبًا ما يبدأ الألم فجأة بعد القيام بأنشطة مثل رفع الأشياء الثقيلة، على الرغم من أنه قد يبدأ تدريجيًا أيضًا. وغالبًا ما يوصف الألم بأنه حاد. وعادةً ما تكون الأعراض على جانب واحد فقط من الجسم. ومع ذلك، قد تؤدي أسباب معينة إلى الألم على كلا الجانبين. قد يحدث ضعف أو خدر في أجزاء مختلفة من الساق والقدم المصابة.
حوالي 90% من حالات عرق النسا ناتجة عن انفتاق القرص الفقري الذي يضغط على أحد جذور الأعصاب القطنية أو العجزية. تشمل الأسباب المحتملة الأخرى الانزلاق الفقاري، والتضيق الشوكي، ومتلازمة العضلة الكمثرية، وأورام الحوض، والحمل. غالبًا ما يكون اختبار رفع الساق باستقامة مفيدًا في التشخيص. يكون الاختبار إيجابيًا إذا كان الألم ينتشر أسفل الركبة عند رفع الساق أثناء استلقاء الشخص على ظهره. في معظم الحالات لا تكون هناك حاجة للتصوير الطبي. ومع ذلك، يمكن الحصول على التصوير إذا تأثرت وظيفة الأمعاء أو المثانة، أو كان هناك فقدان كبير للإحساس أو ضعف، أو كانت الأعراض طويلة الأمد، أو كان هناك قلق من وجود ورم أو عدوى. هناك بعض الحالات التي قد تظهر اعراض مماثلة مثل أمراض الورك والالتهابات مثل الهربس النطاقي المبكر (قبل تكوين الطفح الجلدي).

## التسمية
يقول ابن منظور في لسان العرب النَّسَا: عرق من الورك إلى الكعب، أَلفه منقلبة عن واو لقولهم نَسَوانِ في تثنيته، وقد ذكرت أَيضاً منقلبة عن الياء لقولهم نَسَيانِ.
قيل: وسمى بذلك لأن تأثير ألمه يُنسِى ما سواه، وهذا العِرْقُ ممتد من مفْصل الورك، وينتهى إلى آخر القدم وراءَ الكعب من الجانب الوحشى فيما بين عظم الساق والوتر.
فأما المعنى اللُّغوى: فدليلٌ على جواز تسمية هذا المرض بِعرْقِ النَّسَا خلافاً لمن منع هذه التسمية، وقال: النَّسَا هو العِرْقُ نفسه، فيكونُ من باب إضافة الشئ إلى نفسه، وهو ممتنعٌ.
وجواب هذا القائل من وجهين؛
أحدهما: أنَّ العِرْق أعمُّ من النَّسَا، فهو من باب إضافة العام إلى الخاص نحو: كُل الدراهم أو بعضها.
الثاني: أنَّ النَّسَا هو المرضُ الحالُّ بالعِرْق؛ والإضافة فيه من باب إضافة الشئ إلى محلِّهِ وموضعه.

## أعراضه
هو مجموعة من الأعراض، بما في ذلك الآلام التي قد تنجم عن ضغط وتهيج الجذور العصبية التي تؤدي إلى أعصاب فقرات الظهر، أو ضغط أو تهيج أعصاب فقرات الظهر نفسها. ويتفاوت الإحساس بالألم بين المصابين من الإحساس بألم خفيف ووخز بسيط والشعور بحرقة بسيطة إلى الألم الشديد الذي يمنع المريض من الحركة و القيام بنشاطاته اليومية.حيث يمتد الألم من أسفل الظهر ومن خلف الفخذ إلى الساق والقدم. وبالإضافة إلى الآلام، التي هي في بعض الأحيان حادة، قد يكون هناك خدر وضعف في العضلات، وصعوبة في الانتقال أو السيطرة على الساق، وفي الغالب يتم الشعور بهذه الأعراض في جانب واحد من الجسم.وبالرغم من أن عرق النسا هو شكل شائع من أشكال آلام أسفل الظهر والساق، فان المعنى الحقيقي للمصطلح كثيرا ما يساء فهمه. فعرق النسا هو مجموعة من الأعراض التي تظهر نتيجة الإصابة بمرض يؤثر على صحة العصب الوركي وهذه النقطة هامة، لأن علاج الألم يتوقف على السبب الكامن وراء الأعراض.
أول استخدام لكلمة «عرق النسا» في 1450.

## أسبابه

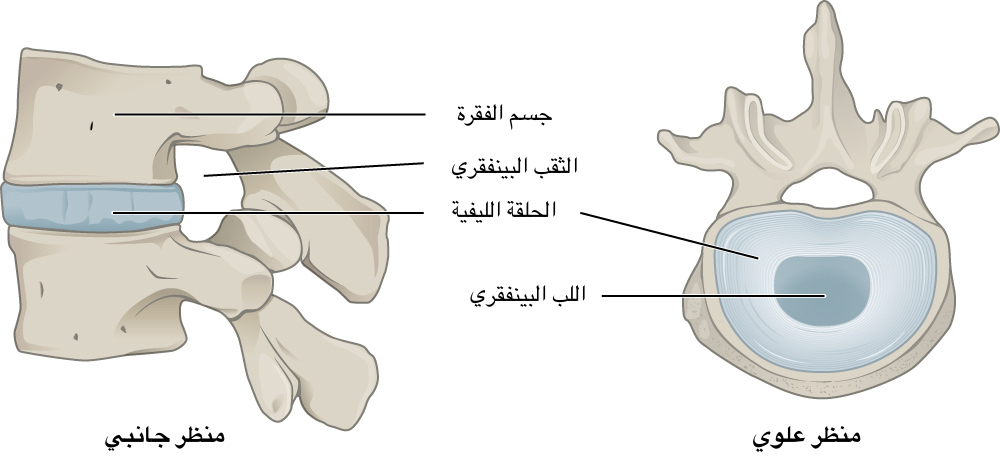
القرص الفقري

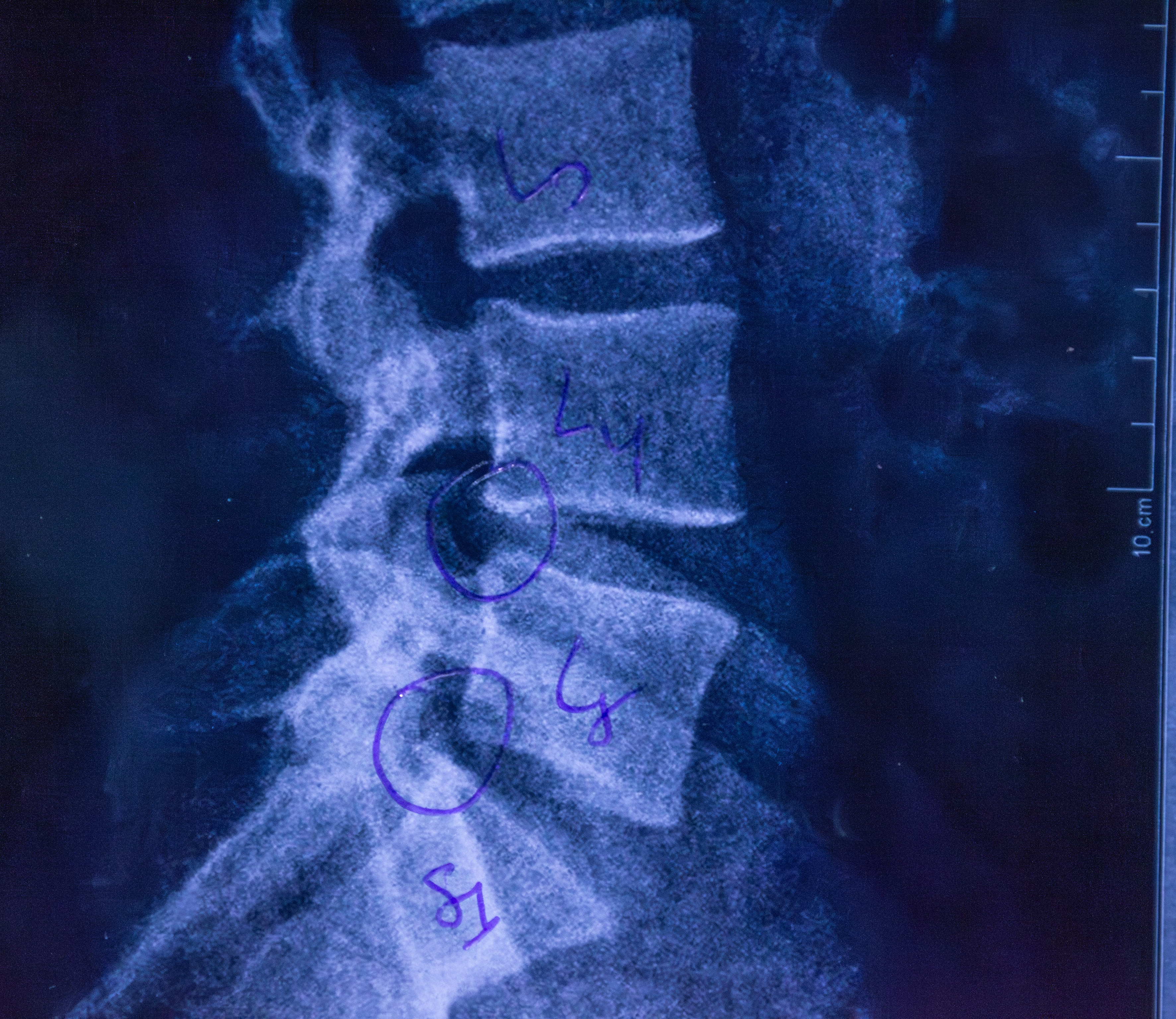
فيلم أشعة سينية يوضح بروز الأقراصL4-L5-S1 بسبب الجنف.

عرق النسا عموما سببها انضغاط الأعصاب من أسفل الظهر أو L4 المقدسة L5 أو أعصاب S1، S2 أو S3، أو أقل شيوعا بدرجة كبيرة، عن طريق ضغط للاعصاب فقرات الظهر نفسها. عندما ألم النسا هو نتيجة ضغط من ظهرية العصبية الجذر (الأصل) أنه يعتبر قطني radiculopathy (أو radiculitis عندما يقترن مع استجابة التهابية) من فتق في العمود الفقري القرص (أو فتاق في القرص بين فقرات العمود الفقري)، أو من التخشين، وتوسيع، و/ أو اصطفاف خطأ من فقرات (spondylolisthesis)، تدهورت أو أقراص. ألم النسا بسبب ضغط من الجذر العصبي هو واحد من أكثر أشكال radiculopathy.
«الزائفة ألم النسا،» الذي يسبب أعراض مماثلة لانضغاط الجذر الشوكي العصبية، هي التي سببها ضغط من القطاعات الهامشية في أجزاء من الأعصاب، وعادة من الأنسجة اللينة من حدة التوتر في عضلات piriformis أو ذات الصلة (انظر piriformis متلازمة وانظر أدناه).
ويطلق (عرق النسا) أو الألم الوركي على ألم عصبي ذي صلة بالعصب الوركي يتميز بألم يمتد على الوجه الخلفي من الفخذ والساق. ويبدو أن المصطلح هذا لم يتغير مفهومه حديثا عما عرفه القدماء، فقد عرفه الكحال (650 ميلادي) (بأنه وجع يبتدئ من مفصل الورك وينزل من خلف الفخذ وربما امتد على الكعب وكلما طالت مدته زاد نزوله وينتهي إلى آخر القدم من وراء الكعب من الجانب الوحشي فيما بين عظم الساق والوتر).
ومن أهم المشاكل الصحية الشائعة التي قد تكون سببا بعرق النسا مايلي:
- انفتاق أو بروز في القرص الفقري وهو أحد أهم الأسباب الكامنة وراء حدوث عرق النسا، فالأقراص بين الفقرات هي أقراص اسفنجية تشكل وسادة بين فقرات العمود الفقري مكونة من طبقة خارجية غضروفية ومركز هلامي ناعم يعمل كممتص للصدمات فإذا أصبحت الطبقة الخارجية ضعيفة نتيجة الإصابة أو التقدم في العمر يمكن أن يتمزق القرص وينفتح المركز الهلامي وهذا ما يسمى بالقرص المنفتق.وبالتالي أي من الأزواج الخمسة من جذور الأعصاب التي تشكل أصل العصب الوركي يمكن أن تنضغط في العمود الفقري بواسطة القرص الممزق كما أن المواد المتسربة من المركز الهلامي للقرص الممزق تهيج جذر العصب مما يسبب الالتهاب.[12]
- نتوء عظمي أو النابتات العظمية وهي نتوءات عظمية على حواف المفاصل. تتشكل عندما يتآكل الغضروف و تحتك العظام ببعضها، فتتشكل عظام جديدة على حافة المفاصل نتيجة تحفيز العظام في محاولة لحماية الجسم ، ويمكن أن تدخل هذه النتوءات العظمية في المساحة المخصصة للأعصاب فتضغط عليها مما يسبب عرق النسا.[12]

## الوقاية
ليس من الممكن دائمًا القدرة على الوقاية من عرق النسا، وقد تتكرر الإصابة بالمرض. قد يلعب التالي دورًا رئيسيًا في حماية ظهرك:
- ممارسة التمارين بانتظام: للحفاظ على قوة ظهرك، انتبه جيدًا لعضلات جذع الجسم ـــ وهي العضلات الموجودة في البطن والجزء الأسفل من الظهر الضرورية للحفاظ على وضعية مناسبة والارتصاف. اسأل طبيبك ليوصي لك بأنشطة معينة.
- حافظ على وضعية مناسبة عند الجلوس: اختر مقعدًا به داعم جيد للجزء السفلي من الظهر ومساند للذراعين وقاعدة دوارة. انظر في وضع وسادة أو منشفة ملفوفة في جزء صغير من ظهرك للحفاظ على منحنى الظهر الطبيعي. حافظ على مستوى الركبتين والوركين.
- استخدم ميكانيكا الجسم الجيدة: إذا كنت تقف لفترات طويلة، فأرح قدمًا واحدة على مقعد أو صندوق صغير من آن إلى آخر. عندما ترفع شيئًا ثقيلًا، استخدم الأطراف السفلية للقيام بالمهمة. تحرك باستقامة إلى أعلى وأسفل مع الحفاظ على استقامة ظهرك وانحني فقط عند الركبتين. امسك بالحمل قريبًا من جسمك وتجنب الرفع والالتفاف في وقت واحد. اعثر على شريك ليرفع معك الجسم إذا كان ثقيلاً أو يصعب حمله.

## العلاج
الهدف من العلاج هو تخفيف الألم حتى تشفى الحالة مع الوقت بالإضافة لتوفير الراحة الكاملة للجسم مع مجموعة من الإجراءات والأدوية مثل:
- مضادات الالتهاب غير الستيرويدية (اليبوبروفين أو الأسبرين )
- الأدوية المضادة للتشنج
- حقن الستيرويد
- مرخيات العضلات
- العلاج الفيزيائي
- استخدام الكمادات الباردة والحارة

## الجراحة
يتم اللجوء الى الجراحة عند استمرار الألم ووجود ضعف مستمر في الساق بعد تجربة الإجراءات الأخرى غير الجراحية ويكون الهدف الأساسي من الجراحة هو التخلص من السبب الكامن وراء المرض والتخلص من أعراضه وهناك حالات معينة يتم اللجوء فيها إلى الجراحة كخيار أول ومن هذه الحالات:
- وجود خلل في وظيفة الأمعاء والمرارة.
- عرق النسا على الجانبين نتيجة الأذية الكبيرة للأقراص الفقارية أو وجود عدد من الأقراص المنفتقة في عدة مستويات أو تضيق القناة الشوكية.
- الكسور الشديدة في الفقرات القطنية.
- متلازمة ذنب الفرس وفي هذه الحالة يكون هنالك ضغط على جذور الأعصاب ويفقد المريض القدرة على الإحساس في الجزء السفلي من الجسم.
- التورم وتجمع السوائل على شكل خراج.